# Лэнкфорд, Джеймс
Джеймс Пол Лэнкфорд (англ. James Paul Lankford; род. 4 марта 1968) — американский политик, член Республиканской партии, сенатор США от штата Оклахома (с 2015).

## Биография
В 1990 году получил степень бакалавра наук в Техасском университете (Остин), в 1994 году — степень магистра богословия в Юго-Западной баптистской теологической семинарии (Форт-Уэрт).
В 1996—2009 годах являлся директором молодёжного лагеря Falls Creek — крупнейшего христианского лагеря в США, который ежегодно посещают около 51 тыс. молодых людей. В этот же период координировал миссионерские проекты и программы совместных богослужений в Белизе, Малави, Англии, Уэльсе, Германии и во многих районах Оклахомы.
В 2010 году в 5-м избирательном округе Оклахомы были назначены досрочные выборы в Палату представителей США, поскольку Мэри Феллин, занимавшая эту должность, решила участвовать в выборах губернатора. 24 августа 2010 года Лэнкфорд, не имевший к этому времени политического опыта, победил во втором туре республиканских праймериз члена Палаты представителей штата Кевина Кэлви.
На выборах 2 ноября 2010 года Лэнкфорд победил демократа Билли Койла.
В 2014 году сенатор от Оклахомы республиканец Том Коберн принял решение об уходе в отставку, и в июне 2014 года Лэнкфорд победил в первом туре праймериз Т. У. Шэннона с результатом 56 %. Такие видные представители Республиканской партии, как Тед Круз, Майкл Ли и Сара Пэйлин оказывали поддержку противнику Лэнкфорда, полагая, что его победа улучшит имидж партии в глазах национальных меньшинств (у Шэннона афроамериканские и индейские корни).
4 ноября 2014 года Лэнкфорд одержал победу на досрочных выборах в Сенат.
Осудил соглашение по иранской ядерной программе 2015 года, утверждая, что формулировки этого текста позволяют неоднозначную интерпретацию и оставляют Ирану возможности для продолжения работ по созданию ядерного оружия. В июле 2015 года голосовал в Сенате против утверждения соглашения, а в сентябре 2015 года — за резолюцию с осуждением этого документа, которой не хватило 2 голосов до необходимого большинства в 60 голосов для вступления её в силу.
8 ноября 2016 года переизбран с результатом 67,7 % голосов против 24,6 % у демократа Майка Уоркмана (Mike Workman).

## Личная жизнь
Джеймс Лэнкфорд женат. Жена — Синди Лэнкфорд, у супругов есть две дочери — Ханна и Джордан. В свободное время Лэнкфорд увлекается спортивной стрельбой и чтением.